# Ulrich Simon
Ulrich Wolfgang Walther Simon (* 20. Oktober 1954 in Frankfurt am Main; † 3. Dezember 2018 in Lübeck) war ein deutscher Historiker, Archivar und Schriftsteller.

## Leben
Ulrich Simon besuchte das humanistische Heinrich-von-Gagern-Gymnasium in Frankfurt am Main bis zum Abitur 1973. Von 1974 bis 1979 studierte er an der Goethe-Universität in Frankfurt am Main Geschichte, Germanistik und Hilfswissenschaften der Altertumskunde mit dem Abschluss als Magister artium. 1985 wurde er mit einer Dissertation über das Zisterzienserinnen-Kloster Thron bei Wehrheim im Taunus zum Dr. phil. promoviert.
Von 1980 bis 1982 war er wissenschaftlicher Hilfsassistent an der Römisch-Germanischen Kommission des Deutschen Archäologischen Instituts in Frankfurt am Main. Es folgten Stationen am Hessischen Hauptstaatsarchiv Wiesbaden, dem Hessischen Flurnamenarchiv an der Universität Gießen, dem Stadtarchiv Wesel am Niederrhein, sowie von 1987 bis 1989 die Leitung des Stadtarchivs Schwalbach am Taunus.
Nach seinem Referendariat von 1989 bis 1991 an der Archivschule Marburg war Simon kurzzeitig am Historischen Archiv der Stadt Köln, bevor er 1992 an das Archiv der Hansestadt Lübeck wechselte. Hier war er bis 2007 als Archivrat und stellvertretender Leiter tätig.
Neben Veröffentlichungen zur hessischen, rheinischen, lübeckischen Landesgeschichte sowie zur Ordensgeschichte war Simon auch belletristisch als Schriftsteller tätig.

## Werke

### Wissenschaftliche Werke
- Das Zisterzienserinnenkloster Thron bei Wehrheim in Taunus: landes-, ordens-, wirtschafts- und sozialgeschichtliche Studien. Wiesbaden: Historische Kommission für Nassau 1986, zugl.: Frankfurt (Main), Univ., Diss., 1985, ISBN 978-3-922244-70-7 (=	Historische Kommission für Nassau: Veröffentlichungen der Historischen Kommission für Nassau 41)
- Die Niederadligen von Schwalbach am Taunus. Frankfurt am Main: Kramer 1993 (= Rad und Sparren 23)
- mit Georg Asmussen und Otto Wiehmann (Bearb.): Archiv der Bergenfahrerkompanie zu Lübeck und des Hansischen Kontors zu Bergen in Norwegen von (1278) bzw. 1314 bis 1853. (= Archiv der Hansestadt Lübeck Findbücher 9) Lübeck 2002, ISBN 3-7950-0785-2 (Digitalisat)
- Lübecks französische Besatzungszeit 1806–1813: lübeckische und französische Verwaltungsbehörden 1806–1818 sowie Institutionen zur Abwicklung der Liquidationsforderungen 1813–1838. (= Archiv der Hansestadt Lübeck: Findbuch 10) Lübeck: Schmidt-Römhild 2004, ISBN 978-3-7950-7017-5
- (Hrsg.) Das Lübecker Niederstadtbuch: (1363–1399) (= Quellen und Darstellungen zur hansischen Geschichte; N.F., Bd. 56) Köln; Weimar; Wien: Böhlau 2006, ISBN 978-3-412-04006-2
  - Teil 1. Einleitung und Edition
  - Teil 2. Indices
- Simon von Staveren: Ältermann der Deutschen oder „king’s merchant“? Hamburg: Fritzsche 2012, ISBN 978-3-9813572-9-5

### Schriftstellerische Werke
- Carmina: Lyrik. Hamburg: Fritzsche 2009, ISBN 978-3-00-027430-5
- Der Ältermann Simon von Staveren: Lübeck auf dem Weg zum Haupt der Hanse. Hamburg: Fritzsche 2010, ISBN 978-3-9813572-3-3
- Claas und Christian: wie Bäume Geschichte(n) erzählen. Hamburg: Fritzsche 2010, ISBN 978-3-9813572-1-9